# Tapete (botánica)

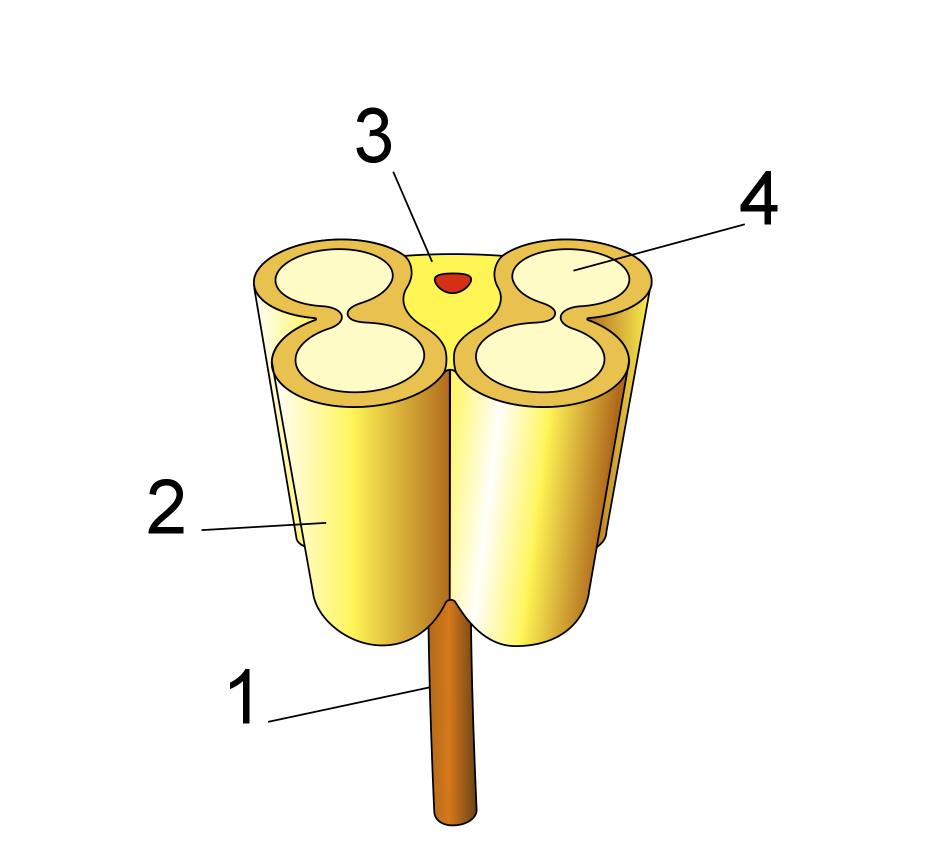
Diagrama de una antera en sección transversal. 1: Filamento; 2: Teca; 3: Conectivo (los vasos conductores en rojo); 4: Saco polínico (también llamado esporangio). El tapete se halla recubriendo el esporangio por dentro.

En botánica, se denomina tapete a la capa de células de la antera que rodean a las células madre de la microspora y, luego de la meiosis, a las microsporas y, más tarde, a los granos de polen. El tapete está constituido por células ricas en sustancias nutritivas, ya que son las encargadas de nutrir a las células madres de las microsporas durante todo su desarrollo. Las células del tapete pueden tener un solo núcleo celular (células mononucleares) o varios (células multinucleadas) dependiendo del taxón considerado. Muchas sustancias derivadas del tapete de la antera recubren a los granos de polen luego de la antesis y son las responsables del fenómeno de autoincompatibilidad en muchas especies.

## Función y tipos de tapete
El tapete es el tejido encargado de la nutrición de las microsporas, la formación de parte de la exina, y la síntesis y liberación de sustancias que formarán la trifina y el cemento polínico. Sus células tienen citoplasma muy denso, son típicamente 2-4 nucleadas o con núcleo poliploide.
Se pueden diferenciar dos tipos de tapete según su funcionamiento: el tapete secretor o glandular y el tapete invasor o ameboide.
El tapete secretor desarrolla actividad secretora, luego su contenido celular progresivamente se desorganiza y finalmente sufre autólisis.  Se presenta en la mayor parte de las angiospermas.
El tapete plasmodial o ameboide fusiona sus células formando una masa de protoplasma llamada periplasmodio, que invade el lóculo de la antera y envuelve los microsporocitos para nutrirlos. Se presenta en algunas pteridófitas, y en algunas angiospermas como Tradescantia.  Raramente, como sucede en las especies del género Canna ("achiras") las células del tapete invaden el lóculo individualmente, sin formar el periplasmodio.
Después de la maduración de los granos de polen y durante la deshidratación de la antera, el periplasmodio se seca, y sus restos se depositan sobre los granos de polen como trifina o cemento polínico o "pollen kit". Son lipoides viscosos amarillos o rojos que tienen importancia en la polinización.